# ويتينغ فور ذا إند
ويتينغ فور ذا إند، (بالإنجليزية: Waiting for the End)‏ هي أغنية من إنتاج فرقة الروك الأمريكية لينكين بارك، أُصدرت في الأول من أكتوبر 2010. وهي الأغنية المنفردة الثانية في ألبومهم الستوديوي الرابع أثاوزند سنز، الذي أصدر في الرابع عشر من سبتمبر 2010. أُصدر فيديو للأغنية بواسطة جو هان في الثامن من أكتوبر 2010 على قناة «إم تي في (MTV)».